# Piz Julier
Il Piz Julier (3.380 m s.l.m. - detto anche Piz Güglia) è una montagna delle Alpi Retiche occidentali (sottosezione delle Alpi dell'Albula).

## Descrizione
Si trova nel Canton Grigioni, in Svizzera, tra i comuni di Silvaplana e Sankt Moritz.

## Galleria d'immagini

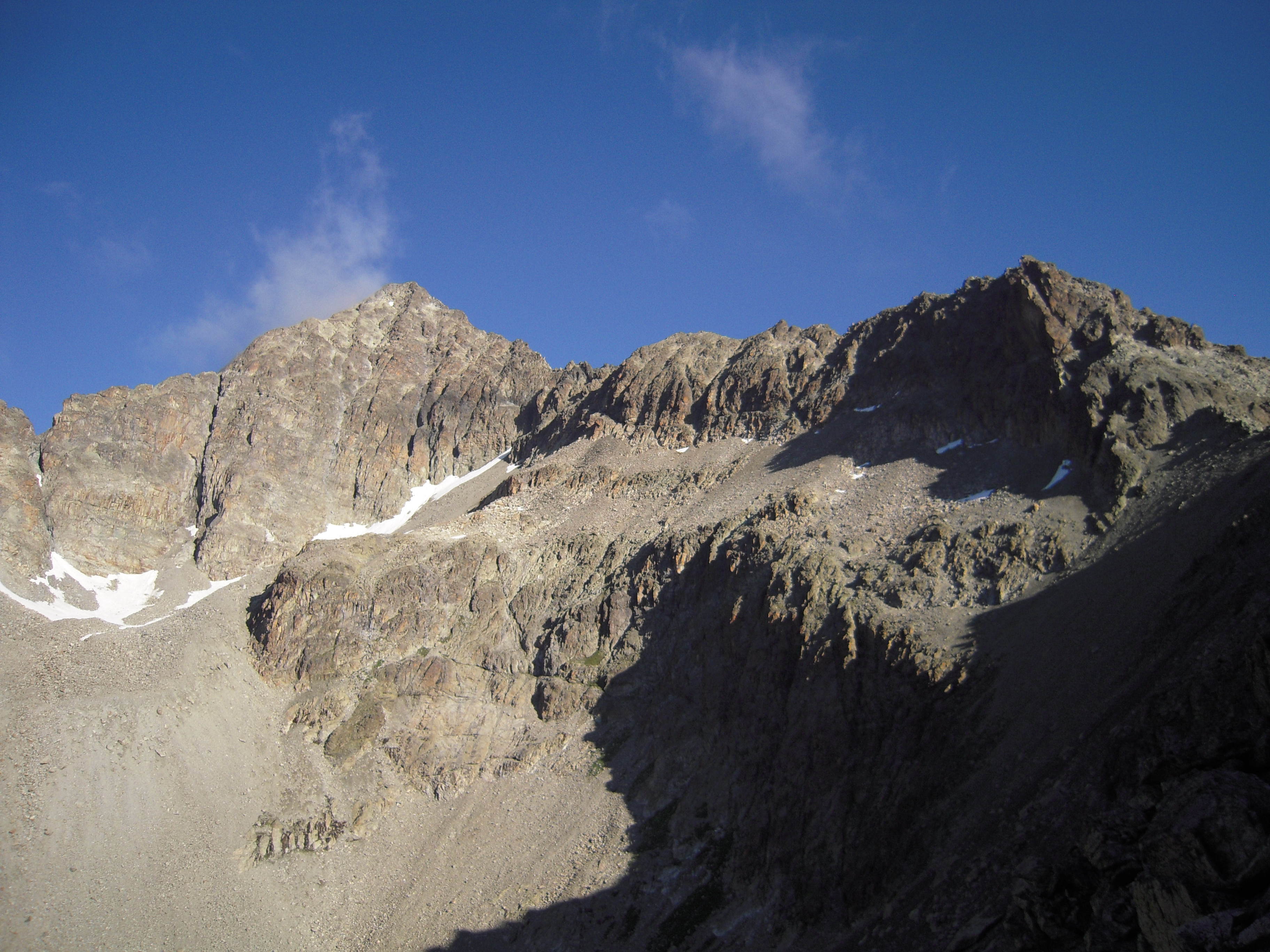
Il Piz Guglia fotografato dalla Fuorcla Albana, si osserva la cima e la cresta percorribile a piedi per alpinisti esperti (cartello blu)